# Frieden von Lieben
Der Frieden von Lieben (tschechisch libeňský mír) war ein Friedensvertrag, der 1608 zwischen Rudolf II. von Habsburg, Kaiser des Heiligen Römischen Reiches und seinem Bruder Matthias, zu der Zeit Statthalter  in Österreich, in der böhmischen Stadt Lieben in der Nähe von Prag geschlossen wurde.
Hintergrund dieses Friedens war das Ende des fünfzehnjährigen Türkenkrieges 1606 und der Friedensschluss von Zittau zwischen dem Kaiser und den Osmanen, den Matthias stellvertretend für den Kaiser schloss. Den folgenden Frieden von Wien (1606), der den Ungarn religiöse und politische Freiheit garantieren sollte, unterschrieb für die Habsburger Matthias. Rudolf verweigerte seine Unterschrift. In der Folgezeit kam es immer öfter zu Auseinandersetzungen zwischen beiden Herrschern, wobei sich bei Rudolf immer mehr seine Geisteskrankheit bemerkbar machte. Matthias organisierte einen Ständeaufstand, der Rudolf zur Unterschrift des Wiener Vertrages zwingen sollte. Die Widerstandsbewegung fand Unterstützung bei Österreichern, Ungarn und in Mähren. Böhmen blieb aufgrund des Versprechens seines Königs, die Forderungen zu erfüllen, auf der Seite Rudolfs.
Am 25. Juni 1608 wurde Rudolf gezwungen, den Liebener Friedensvertrag zu unterzeichnen. Matthias erhielt daraufhin die Herrschaft über das Königreich Ungarn, das Erzherzogtum Österreich und die Markgrafschaft Mähren. Rudolf blieb nur noch das Königreich Böhmen, die Markgrafschaft Lausitz und das Herzogtum Schlesien. Gleichzeitig ebnete er Matthias den Weg als Nachfolger in Böhmen.
Rudolf hoffte noch auf Verbündete aus dem Reich, um die Herrschaft über das Königreich wiederzugewinnen. Als aber der wahrscheinlich mit Wissen Rudolfs erfolgte militärische Einfall der Truppen seines Vetters Leopold V. (1586–1632), des Bischofs von Passau, im Februar 1611 in Böhmen zu seinen Gunsten ohne Erfolg blieb, zerschlugen sich diese Pläne. Noch im gleichen Jahr musste Rudolf die Krönung Matthias’ zum böhmischen König in Prag miterleben. Einige Monate später starb er auf dem Hradschin mit dem leeren Kaisertitel als einzigem Relikt seiner Herrschaftsansprüche.